# Túnel de San Adrián
El túnel de San Adrián (en euskera: San Adriango tunela/Sandratiko tunela) también conocido como paso de Lizarrate (en euskera, Lizarrate) se encuentra en el extremo sudoeste de la provincia de Guipúzcoa, muy cerca del límite con la provincia de Álava y no muy lejos de Navarra, dentro del término de la Parzonería General de Guipúzcoa y Álava y en los límites del parque natural de Aizcorri-Araz, bajo la cumbre del Aizcorri cerca de las campas de Urbía. 
Se trata de una cueva natural de 55 metros de longitud y ubicada a 1000 metros de altitud que, a modo de túnel, permite salvar el cresterio rocoso de los Montes Vascos en la frontera entre las provincias vascas de Guipúzcoa y Álava. Debido a este hecho ha sido uno de los principales pasos de comunicación entre Guipúzcoa y Álava y un punto de referencia de una importante vía de comunicación entre la península ibérica y Europa. 
Utilizado tradicionalmente por pastores y por vecinos de ambas vertientes de la montaña desde la época prehistórica se convertiría en los siglos XVI y XVII en una de las principales puertas de entrada a Guipúzcoa, junto con el Paso de Arlabán, al transitar por el mismo el Real Camino de Postas. 
En 2015, en la aprobación por la Unesco de la ampliación del Camino de Santiago en España a «Caminos de Santiago de Compostela: Camino francés y Caminos del Norte de España», el túnel y la calzada de San Adrián fueron incluidos como uno de los bienes individuales (n.º ref. 669bis-017) del camino del interior.

## Historia

### Prehistoria
Siempre se ha considerado que el paso de la montaña, ubicado en la sierra homónima, fue utilizado desde la antigüedad por pastores, hecho evidenciado por la existencia de trazas de trashumancia estacional, dólmenes y pequeños túmulos prehistóricos en la zona que rodea el Túnel de San Adrián. La actividad de pastoreo, especialmente ovino, sigue realizándose en la actualidad en los empinados pastos que rodean la cueva. Algunos lingüistas, como Bähr, basándose en los nombres de algunas localidades cercanas como Cegama o apellidos comunes en la zona como Aracama, de presumible raíz indoeuropea, habían sugerido que el paso podía haber sido utilizado por estos pueblos en sus migraciones. Sin embargo no existía hasta hace unos pocos años una datación de esta presencia humana.

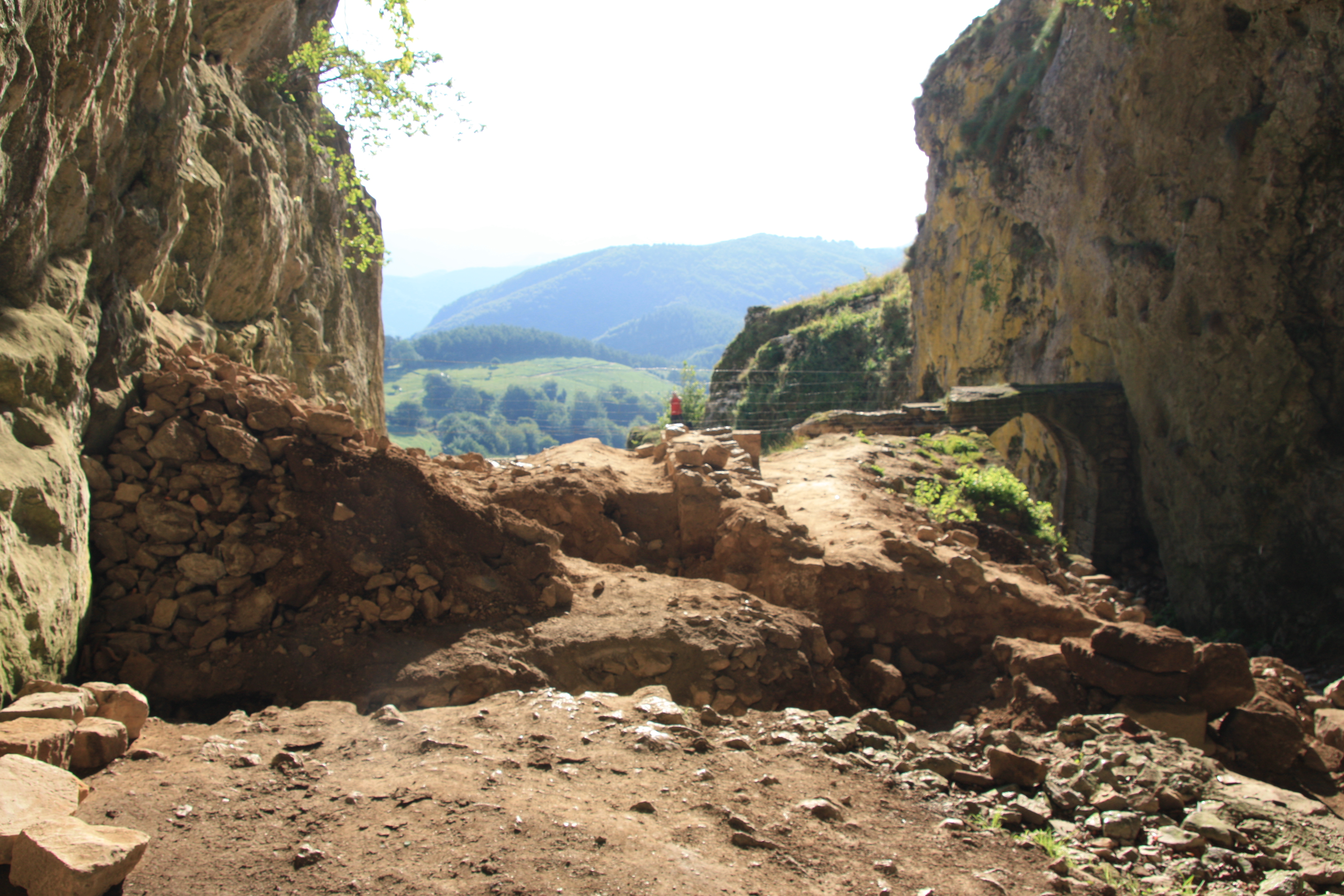
Yacimiento de San Adrián donde está realizando su trabajo de excavación arqueológica la Sociedad de Ciencias Aranzadi

En 2008 se inició una excavación arqueológica en el interior del túnel que encontró de forma inesperada herramientas de sílex. Estas herramientas fueron datadas en el Paleolítico Superior, concretamente en el Periodo Magdaleniense y Aziliense, hace unos 13000 o 15000 años. 
Sin embargo, es posible que la ocupación humana del Túnel sea aún anterior en el tiempo ya que solo se ha excavado hasta el momento una pequeña parte del túnel. En caso de encontrarse evidencias más antiguas el Túnel de San Adrián se podría convertir en el emplazamiento arqueológico con la secuencia más completa de ocupación en el territorio vasco y en la Cornisa Cantábrica en general. 
El segundo gran momento de ocupación humana en el Túnel data de la Edad del Bronce, hace alrededor de 3500 años. En aquel momento existe una población permanente residiendo en la gruta, lo que proporciona diferentes testimonios como restos de cabañas, hogueras y un completo y rico muestrario de su cultura material. En una de las galerías laterales del túnel se ha encontrado un enterramiento datado en esta época.

### Antigüedad y Alta Edad Media
Existe la creencia popular de que la calzada que atraviesa el Túnel de San Adrián fue construida por los romanos y posteriormente renovada en la Edad Media.

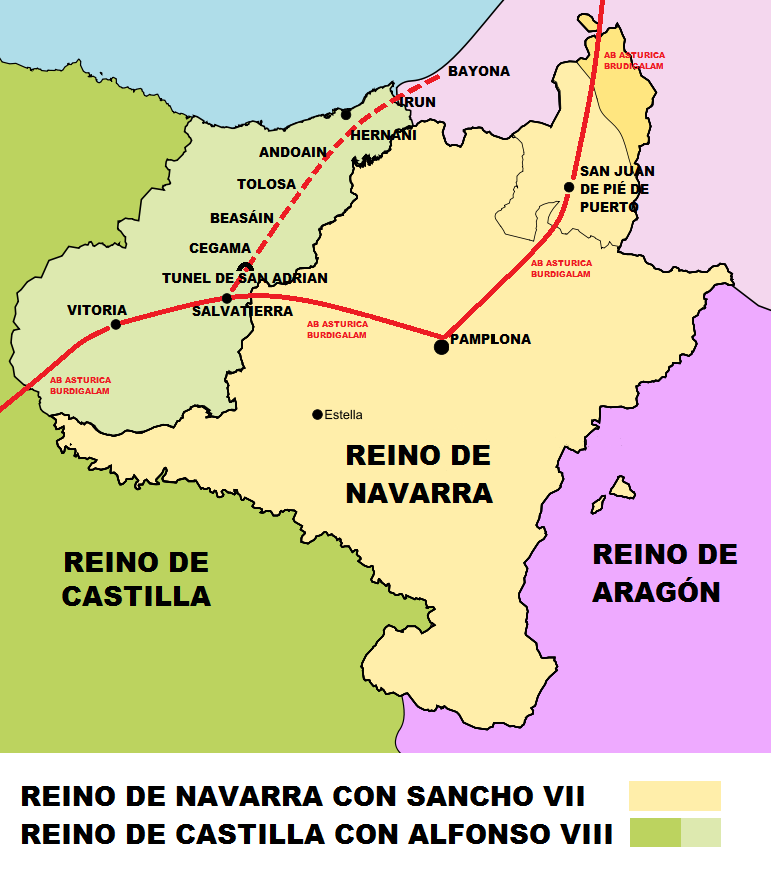
Reinos de Navarra y Castilla en 1199

De hecho a la calzada se le conoce popularmente como Calzada romana. Sin embargo no existe evidencia de este hecho y los restos existentes actualmente son muy posteriores en el tiempo. La principal vía romana de la región era según el Itinerario Antonino, la calzada romana XXXIV Ab Asturica Burdigalam que atravesaba la Llanada Alavesa más al sur y atravesaba los Pirineos por Pamplona y Roncesvalles. El camino del túnel que venia desde Bayona se uniría hipotéticamente en Salvatierra / San Millán a esta vía. El hecho de que se haya encontrado una inscripción romana en Cegama, en la vertiente norte del Túnel parece indicar una presencia romana en ambas vertientes del paso, pero lo más probable es que el Paso de San Adrián no tuviese durante época romana una calzada equivalente al de las vías romanas, sino que fuese un simple camino utilizado por pastores y por viajeros locales y más tarde como atajo de peregrinos para llegar a la calzada principal
conocida como Vía Aquitania, hasta que esta fue trasladada por Sancho el Mayor rey de Navarra más al sur por tierras de la Rioja,  en lo que hoy se conoce como Camino Francés.
La utilización del Paso de San Adrián como parte de las rutas de peregrinación desde Francia hacia Santiago de Compostela durante la Alta Edad Media carece de pruebas documentales o arqueológicas, pero se ha defendido basada en dos hechos. El Camino de Santiago del Norte, que recorría la costa cantábrica, tuvo entre mediados del siglo IX y comienzos del siglo XI la amenaza de las incursiones y ataques vikingos que la convertían en una ruta peligrosa; por otro lado el posteriormente llamado Camino Francés que discurriría por el valle del Ebro y la Meseta Castellana estuvo expuesto a las incursiones musulmanas hasta que la frontera con estos se desplazó mucho más hacia el sur. Sin embargo hasta el siglo XII las tierras de la Rioja y Navarra Media por las que pasaría esta ruta, siguieron todavía siendo relativamente cercanas a la frontera con los musulmanes en el Valle del Ebro. Por ello cabe pensar que una ruta que pasara por San Adrián y posteriormente por la Llanada Alavesa, uniéndose al Camino Francés en la Rioja Alta, fue una ruta menos expuesta a los peligros del camino en estos siglos y que pudo ser una alternativa bastante utilizada hasta que el Valle del Ebro quedó definitivamente alejado del peligro musulmán.
Existe un documento del año 980, una carta de Arsio, obispo de Bayona,  demarcando su diócesis que pudiera ser la primera referencia histórica del Túnel de San Adrián. Este documento fue recopilado y publicado por Juan Antonio Llorente en su obras Noticias históricas de las Provincias Vascongadas. (1805). En ese documento se indica como parte de Guipúzcoa pertenecía a finales del siglo X a dicha diócesis y al indicar sus límites se decía que llegaba et usque ad Sanctam Trianam (y hasta Santa Triana). La identificación Santa Triana = San Adrián parecería evidente por el presumible origen etimológico del topónimo y por el hecho de que se refiere a un hito claro en los límites de Guipúzcoa. Sin embargo muchos consideran este documento como apócrifo.

### Baja Edad Media

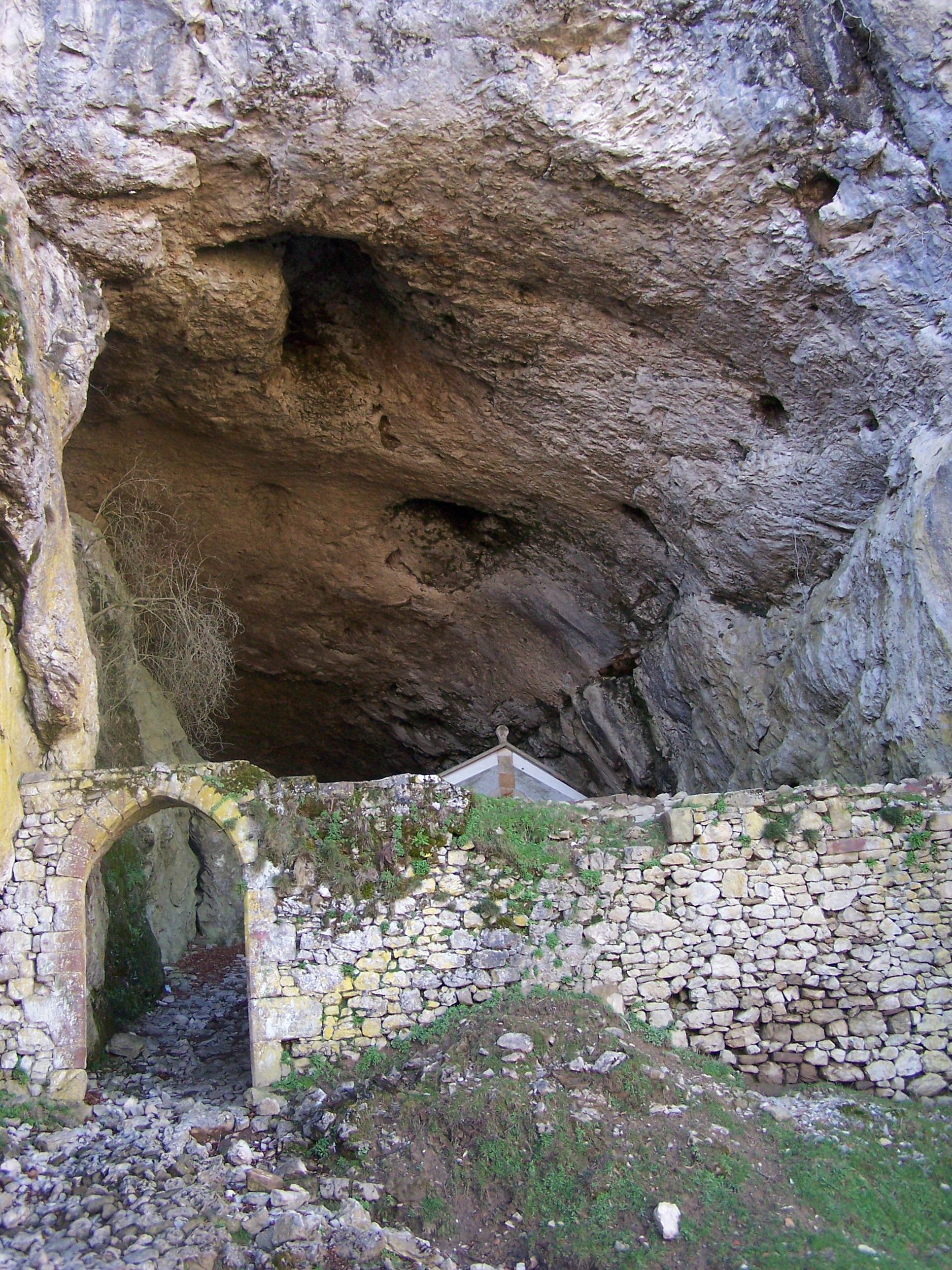
Entrada nororiental del túnel

En 1964 un grupo de espeleólogos de la Sociedad Excursionista Manuel Iradier, de Vitoria, sacó a la luz en el túnel varios broches y hebillas de cinturón de época medieval, anillos, llaves y más de un centenar de monedas acuñadas por Sancho IV de Navarra (siglo XI) y Alfonso VIII de Castilla (siglo XII-XII) entre otros monarcas. Por estos hallazgos se sabe que el túnel estuvo bien transitado en dicha época medieval. Se cree que el Reino de Pamplona pudo establecer en el siglo XI un castillo en el interior de la gruta ya que por aquel entonces controlaba este paso y las tierras situadas en ambas vertientes. Se han encontrado algunas pequeñas evidencias de esa fortaleza original como restos de construcciones y una forja. Este castillo parece que ocupaba el interior del túnel y permitía de esta manera controlar este paso estratégico y todos los accesos a la zona. 
El Túnel de San Adrián pasa a manos del Reino de Castilla en 1200 durante el reino de Alfonso VIII cuando este se anexionó el territorio de Álava y Guipúzcoa, arrebatándoselo a los navarros. Es a partir de la anexión a Castilla cuando el Túnel de San Adrián gana en importancia. Para los castellanos el Túnel de San Adrián con su castillo se convierte en una plaza estratégica, tanto por su cercanía a la frontera con Navarra como por el hecho de que controla una nueva e importante vía de comunicación. A través de San Adrián y Guipúzcoa, por una estrecha franja de tierra entre San Sebastián e Irún;  Castilla había obtenido una conexión por tierra con Gascuña y Francia, que le permite entrar en contacto terrestre con los territorios ultrapirenaicos sin pasar por Navarra. El rey Alfonso X fomentó el uso de esta ruta fundando en 1256 las villas de Salvatierra en Álava; Segura, Villafranca de Ordicia, Tolosa y tal vez Hernani, en Guipúzcoa. Estas nuevas villas situadas como etapas a lo largo de la ruta que atraviesa el Paso de San Adrián y sigue el valle del río Oria hasta la costa convierten a esta nueva ruta en una alternativa popular para los peregrinos y viajeros, que pueden encontrar acomodo y seguridad a lo largo de la misma. Aunque los peregrinos europeos prefirieran el Camino Francés por ser más llano, seguro y contar con mejores infraestructuras, la ruta a través del túnel de San Adrián mantuvo su importancia en los siglos venideros, ya que los reyes de Castilla siguieron tratando de potenciarla al no pasar por territorio navarro. 
Fueron los castellanos tras ocupar la plaza los que erigieron una fortaleza renovada, de proporciones más grandes que la anterior y de la cual todavía se pueden ver vestigios en el túnel. Esta fortaleza se formaba de al menos tres o quizás cuatro, líneas defensivas, todas abiertos a la salida que mira hacia el noreste hacia Guipúzcoa y Navarra. El principal recinto de la fortificación estaba en el interior del  túnel que quedaba cerrado en sus dos bocas por sendos muros con aspilleras y sus respectivas puertas de acceso, de las que solo se conserva la que estaba orientada hacia la boca oriental. En el interior se encontraba el resto de la fortificación formado por una serie de cresterías, aspilleras dispuestas en voladizos de madera en el camino.
Según la tradición, el rey Enrique IV de Castilla (gobernante 1454-1474) y posteriormente su hermana y reina Isabel I de Castilla cruzaron el túnel.

### Edad Moderna

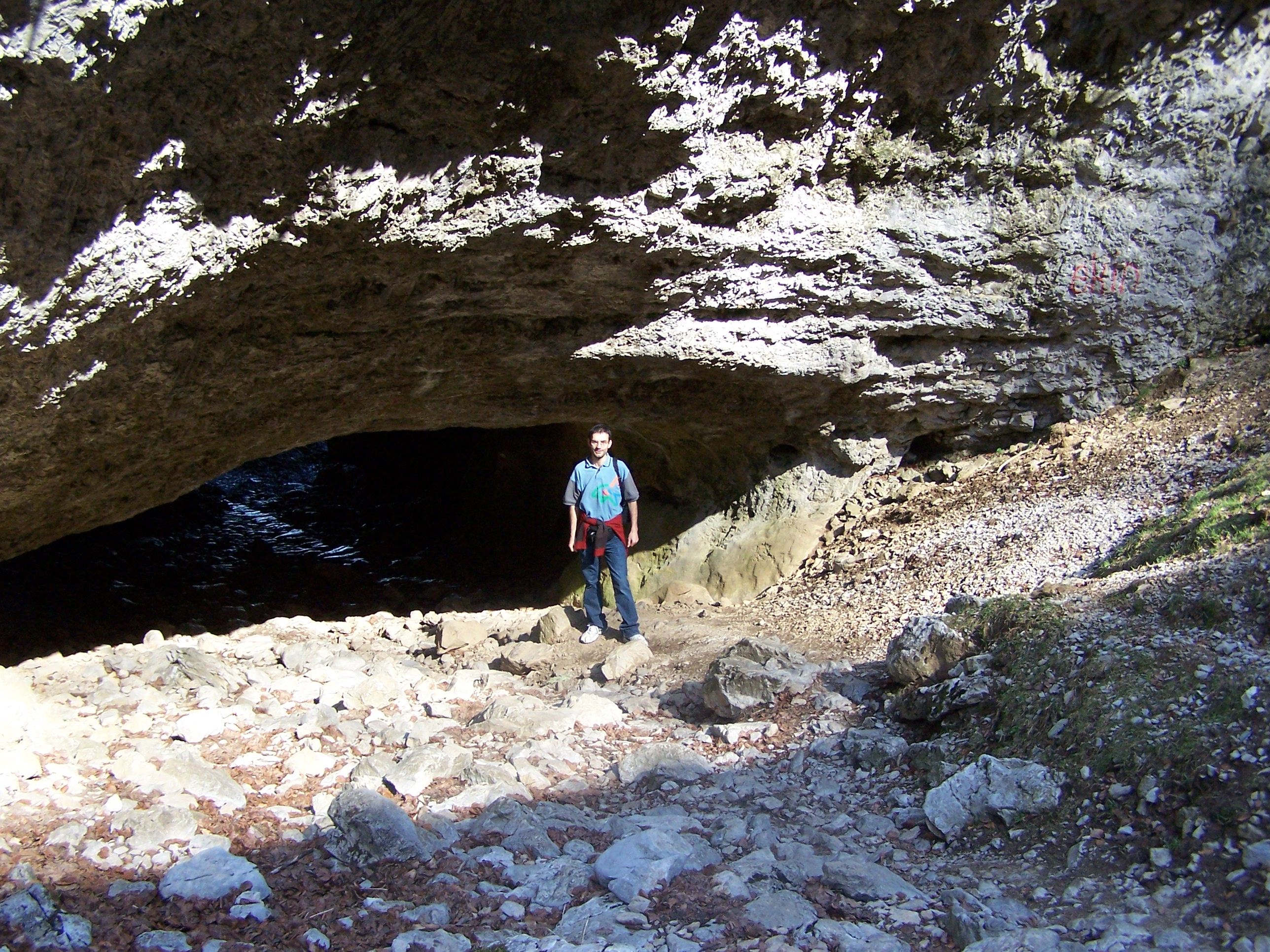
La salida sudoeste. Por su altura obligaba a los jinetes a bajar del caballo

Cuando el Reino de Navarra fue conquistado por Castilla a principios del siglo XVI, el castillo dejó de tener importancia como fortaleza fronteriza. A finales de ese siglo la fortaleza se encontraba ya en ruinas desprovista de cualquier función. El cargo de gobernador de la Fortaleza de San Adrián siguió existiendo sin embargo hasta bien entrado el siglo XIX, aunque más bien como un cargo honorífico. Sus funciones fueron hasta su desaparición la de proteger el camino de bandidos y sobre todo garantizar el cobro de los derechos de paso para el mantenimiento de la calzada.  Se cuenta que uno de los gobernadores se jactaba, medio en broma medio en serio, de ser una de las figuras de más alto nivel en Europa, ante al cual incluso los reyes tenían que descubrirse; y es que la estrechez de la salida hacia Álava obligaba a los jinetes bien a bajarse del caballo o a inclinarse y quitarse el sombrero.
Sin embargo esa es probablemente la edad de oro del paso. Durante la Edad Moderna se construyeron varios edificios o infraestructuras para mejorar y hacer más fácil el paso a los viajeros y comerciantes a través del Túnel. Se construyeron almacenes y establos para el ganado, una ermita, un albergue y otros equipamiento que ocuparon prácticamente toda la zona de la cavidad. Las huellas de los agujeros indican la utilización de mechinales en la construcción de las estructuras de estos edificios contra las paredes de la cueva, mientras que los cimientos y basamentos de las edificaciones han sido descubiertas progresivamente durante las excavaciones de los últimos años.

### La Ermita

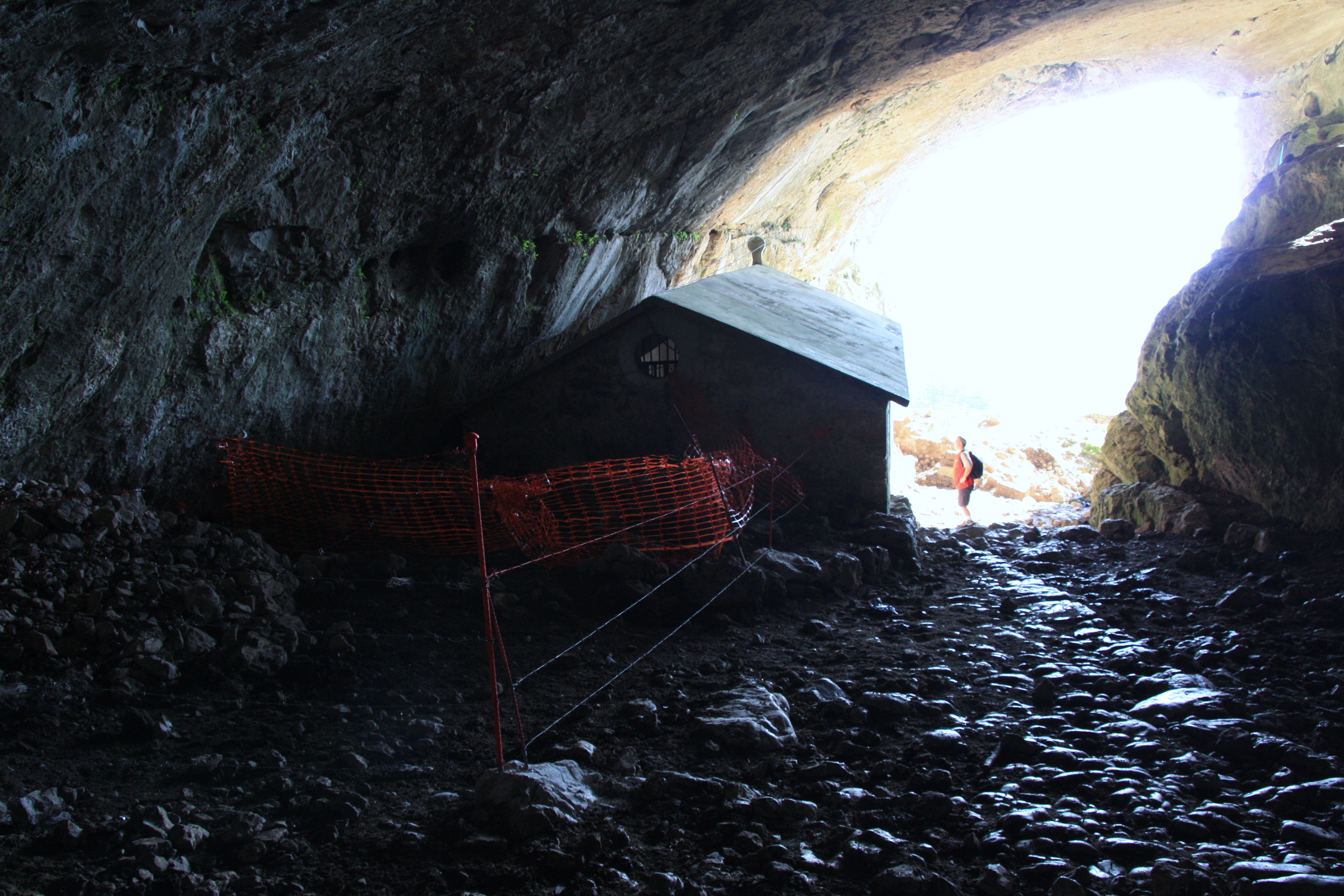
Ermita de San Adrián en el interior del túnel

Una de las construcciones realizadas dentro de la cueva en la Edad Moderna es la ermita, cuya fama acabaría dando nombre al túnel y relegando la denominación más antigua, Lizarrate. Parece que originalmente la advocación de la ermita fue la de la Santa Trinidad (Sancta Trinitate en latín). Este nombre de origen latino, deformado por la población vascófona de la zona acabaría convertido en Sandrati, el nombre popular que tiene la ermita en la zona. Esta denominación acabaría confundiendo a los viajeros que pasaban por el túnel que la interpretaron como San Adrián, hasta el punto que la advocación y el túnel acabaron siendo conocidos con este nombre. Como vestigio de ese origen, todavía se celebra una romería anual a la ermita por la festividad de la Domingo de Trinidad (una semana después de pentecostés). La ermita original se apoyaba en la pared sur del túnel, siendo su imagen un calvario de pequeño tamaño, el frente abierto con una balaustrada de madera y un pináculo en la parte superior.  En 1893 la antigua ermita fue demolida y sustituida por una nueva construcción adosada a la pared norte, la opuesta en la cavidad. Esta construcción de nueva planta y mayor tamaño vino a ocupar parte de la calzada y una posible zona de enterramientos. Esta es la ermita que ha llegado hasta la actualidad, reformada en torno a 1955 y más recientemente en 2012.

### La Venta
El edificio más importante y centro de la vida social de la zona fue el Albergue o Venta, situado en el extremo Noreste de la cueva y de la que se sabe su aspecto por algunas viejas imágenes. En la venta residía el gobernador y brindaba alojamiento y comida a los viajeros que cruzaban el paso. Más adelante, hacia 1855 se erigió un edificio adosado a la venta donde se estableció un pequeño destacamento del cuerpo de Miqueletes (Milicias forales de Guipúzcoa), estos estaban encargados de cobrar una serie de impuestos provinciales y evitar el fraude derivado del contrabando. Ambos edificios fueron abandonados hacia 1915 después de que un incendio accidental los destruyera por completo. De esta forma acabó la ocupación humana dentro de la cueva.

### La Calzada

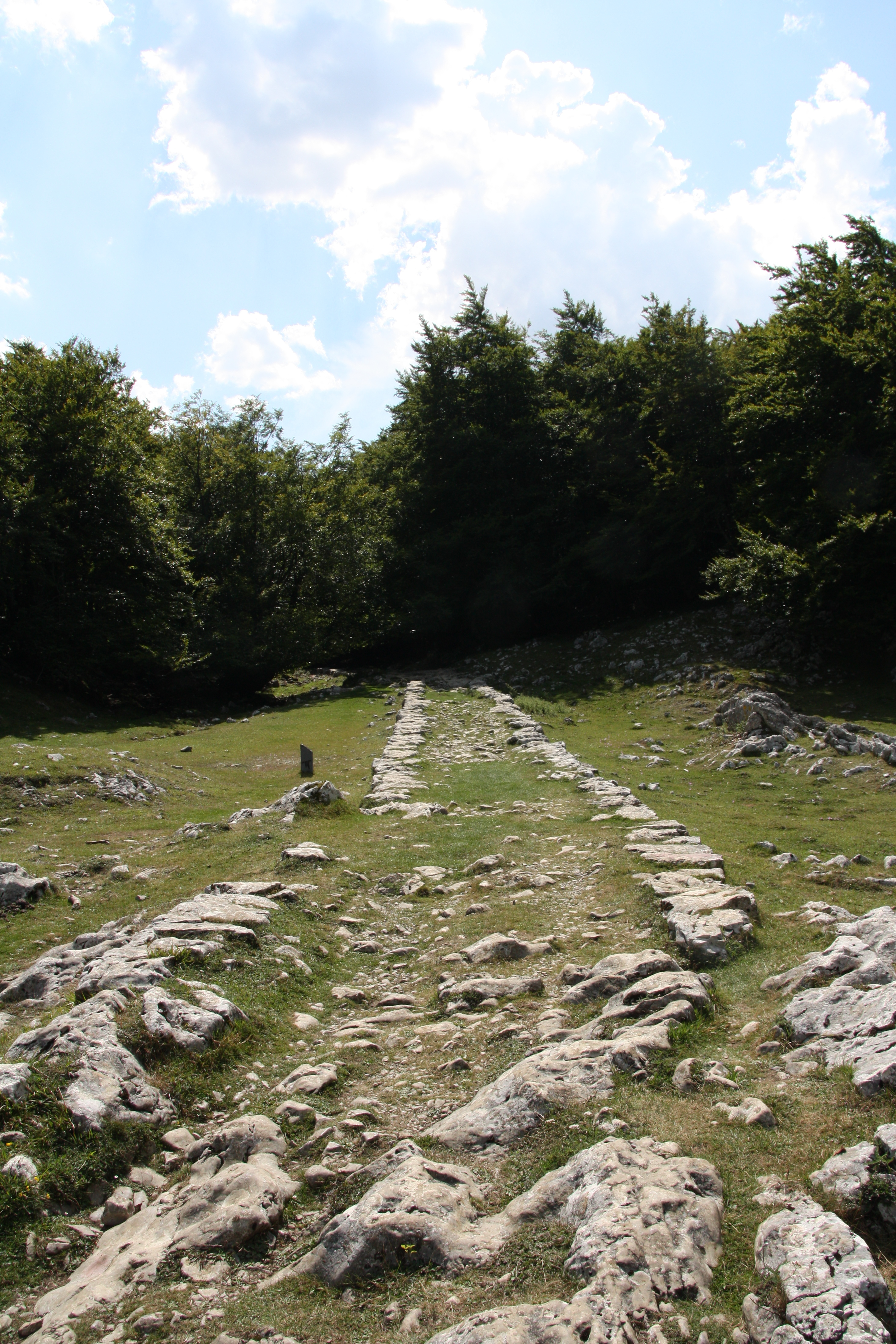
Calzada en las cercanías del túnel de San Adrián

En las proximidades del túnel, el otro elemento que define este pasaje tradicional , es la presencia de una amplia sección de la calzada original que tuvo la zona y que gracias a su estado de conservación se ha convertido en un referente en la representación de las antiguas vías de comunicación.  Su origen ha sido tradicionalmente atribuido a los romanos, pero todos los indicios indican que este camino no se convirtió propiamente en una calzada hasta bien entrada la Edad Media o tal vez más tarde. Actualmente se pueden documentar dos calzadas perfectamente diferenciadas, tanto en su fábrica como en su trazado. La más antigua parece haber sido ejecutada en el siglo XVI (dos murallas laterales en piedra y una arista central con relleno de grava de aproximadamente 2,30m) diseñado para el paso de personas a pie o a caballo, que transita por terrenos más abruptos; y una segunda calzada más reciente y más conocida, diseñada para carros y carruajes, realizada en el primer tercio del siglo XVIII  (Doble fila exterior de grandes losas y llena de grava, de aproximadamente 3.40 a 3,75 m).
El punto más conocido de la calzada es el sitio de Portuzarra o Alto de la Horca. Es el punto más alto de la calzada (1.100m) y marca actualmente el límite entre Álava y Guipúzcoa. Este alto es conocido así porque se cuenta que hubo en el lugar una pequeña horca que se utilizaba como advertencia para amedrentar a los bandidos que pudieran estar tentados de actuar en la zona.
Al lado de la calzada se encuentra el túmulo llamado San Adrián. inicialmente considerada una zona de enterramiento prehistórico pero el propósito y cronologías exactas aún no están seguros.

### Otros elementos de interés en las cercanías del Túnel

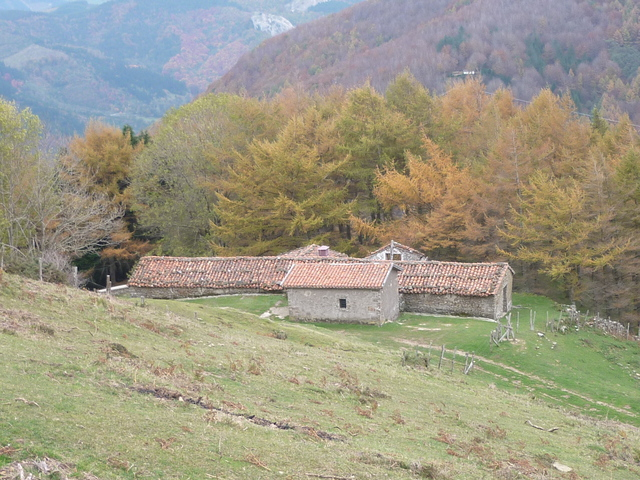
Ermita de Sancti Spiritus

A 600 metros al este del Túnel se encuentra la ermita del Sancti Spiritus, situado en el término municipal de Cegama. Según se dice aquí hubo un establecimiento templario que fue priorato y hospital de peregrinos.       

### Testimonios de viajeros
Muchas historias de viajes se refieren al Paso de San Adrián como parte del Camino de Santiago. En 1495 el monje alemán Herman Künig von Vach habla de su paso por la ruta del Túnel de San Adrián a su regreso desde Santiago a Alemania en la guía de peregrinación que escribió.
Pocos años después, el hombre de estado y noble francés Antoine Laling, que acompañó la comitiva del futuro rey Felipe I de España (Felipe el Hermoso), arzobispos y otros nobles, a través de este paso, señaló que "en la parte superior hay un túnel requisito previo para llegar a Santiago".
El Monte de San Adrián y el paso son "escabrosos y difíciles para caballos", comentó el cartógrafo Jan Janssonius en su Novus Atlas. "Los pasajeros usualmente graban sus nombres en las gruesas piedras o en las rocas, de tal forma que hay registrados muchos nombres con la fecha o año en el que cruzaron la aspereza de estas montañas", añadió.
Aproximadamente en 1567 Jorge Braun evoca el interior del túnel: la bonita posada y las buenas cenas ofrecidas a los peregrinos, especialmente a los que traían dinero, y el forraje suministrado a los caballos, sin importar si los viajeros carecían de dinero. 
En 1572, J.B. Venturino viajó en el séquito del patriarca de Alejandría, que cruzó el túnel hacia el norte. La cueva "es oscura y aterradora", observa, pero allí también menciona la ermita y la casa del gobernador, responsable de vigilar el paso, como refugios de predicación y garantía de seguridad para los viajeros.
A finales del siglo XVI, en 1599, Jacob Cuelvis informó en referencia a la ermita del Túnel, que "existe gran devoción de los peregrinos que vienen del camino de Francia para marchar a Santiago en Galicia". En las descripciones se habla del pasaje y el paisaje que impacta a los viajeros.
En 1633 un franciscano menciona el apreciada agua que brota de la piedra dentro del túnel. 
También los cantos de peregrinación franceses incluyen algunas líneas que se refieren al Mont Saint Adrien y habla de la dificultad de la ruta. Uno de los más conocidos es el siguiente:

Nous avons cheminé longtemps

Dans les montagnes de Biscaye,

Cheminant toujours rudement

Par le pays en droit voie,

Jusqu´au Mont Saint Adrien;

Prions Jésus‐Christ par sa Grâce

Que nous puissons voir face à face

La Vierge et Saint Jacques le grand.